# أولافور جيسلاسون
أولافور جيسلاسون هو لاعب كرة قدم آيسلندي، ولد في 16 نوفمبر 1936.